# Will Ferrell
John William "Will" Ferrell (pronunciat en anglès /'fɛr.əl/;) (Irvine, Califòrnia, 16 de juliol de 1967) és un comediant, imitador, actor i guionista estatunidenc. Ferrell va començar la seva carrera a la fi dels anys 1990 com un membre de repartiment del programa de comèdia i varietat Saturday Night Live de la cadena NBC, i després va protagonitzar al cinema pel·lícules de comèdia com ara Old School, Elf, Anchorman: The Legend of Ron Burgundy, Kicking & Screaming, Talladega Nights: The Ballad of Ricky Bobby, Stranger than Fiction, Blades of Glory, Semi-Pro, The Other Guys, Land of the Lost i A Night at the Roxbury. És considerat un membre del "Frat Pack", una generació d'actors de comèdia de Hollywood que va sorgir a la fi dels anys 1990 i durant la dècada de 2000, i que inclou entre d'altres Jack Black, Ben Stiller, Steve Carell, Vince Vaughn, i els germans Owen i Luke Wilson. Més recentment, l'actor va aparèixer com un convidat en una sèrie de quatre històries a The Office.
El 2001, Ferrell va ser nominat per a un Premi Emmy per la seva actuació a Saturday Night Live. També ha estat nominat per a dos Premis Globus d'Or - un per la pel·lícula Els productors el 2005, i l'altre per Stranger than Fiction el 2008.
Té una estrella en el Passeig de la Fama de Hollywood.

## Biografia
Nascut a Irvine, a Califòrnia, John William Ferrell és fill de Betty Kay (nascuda Overman), ensenyant a la Old Mill School Elementary i de Roy Lee Ferrell, Jr, músic del grup The Righteous Brothers i és d'ascendència irlandesa. Els seus pares eren tots dos nascuts a Roanoke Rapids, Carolina del Nord i es van traslladar a Califòrnia l'any 1964. Will va anar primer a l'escola primària de Culverdale, i va estudiar a continuació al Ranxo San Joaquin Middle School, a Irvine. Va anar a la Universitat High School a Irvine (Califòrnia), i ha estat kicker de l'equip de futbol universitari. Ha afirmat a l'Orange County Register que la grisalla d'Irvine ha contribuït al creixement del seu humor.
Es va inscriure a la Universitat del Sud de Califòrnia, on va estudiar radiodifusió i esports. Es va diplomar en informació esportiva. És igualment membre de la fraternitat Delta Tau Delta. Després d'haver-se diplomat l'any 1990, ha desenvolupat les seves capacitats d'improvisació com a membre del grup còmic The Groundlings.

### Saturday Night Live

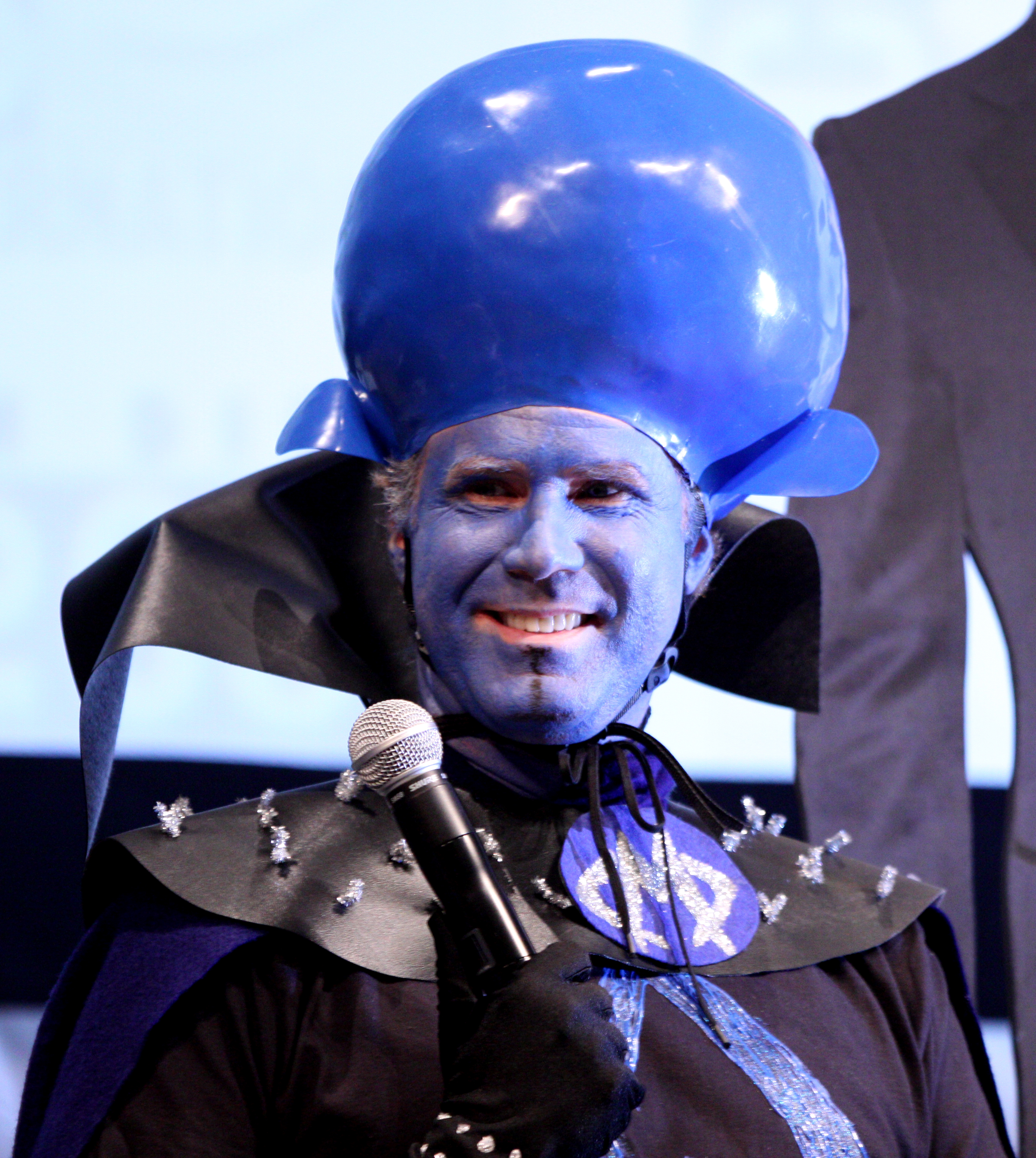
Will Ferrell a la Convenció Internacional de Còmics de San Diego per a Megamind (22 de juliol de 2010).

L'any 1995 Ferrell es fa famós en incorporar-se al càsting per l'emissió còmica Saturday Night Live, difosa per la NBC. Esdevé un dels pilars del xou, gràcies a les seves improvisacions i a les seves imitacions de personalitats, entre les quals:
- el president americà George W. Bush;
- Henry Caray, l'anunciant dels Chicago Cubs;
- el cantant Robert Goulet;
- el cantant Neil Diamond;
- James Lipton, animador del programa d'entrevistes Actors Studio;
- el senador del Massachusetts Ted Kennedy;
- la fiscal general dels Estats Units Janet Reno;
- el terrorista Ted Kaczynski;
- el presentador de televisió Alex Trebek;
- el detectiu privat fictici John Shaft;
- el lluitador professional després governador de Minnesota Jesse Ventura;
- el vicepresident americà Al Gore
- el president iraquià Saddam Hussein;
- el president cubà Fidel Castro.

Entre els seus personatges originals, el coanimador del Morning Latte Tom Wilkins, Ned, el germà bessó d'Ed the Horse, Gene Frenkle, membre fictici de Blue Öyster Cult, el professor de música Marty Culp, el cheerleader dels Spartan Craig Buchanan, Dale Sturtevant de Dissing Your Dog, Hank de Bill Brasky Buddies, David Leary de Dog Show, però també un dels més coneguts, el de Steve Butabi, passat de moda a la cerca de conquestes amb el seu germà i amics. Aquest personatge, que ha estat objecte molts esqueixos amb Chris Kattan (un dels quals interpretat amb Jim Carrey com a convidat) ha estat objecte d'una adaptació cinematogràfica l'any 1998, el film A Night at the Roxbury.
Un any abans de la seva marxa, el seu salari va ser el més elevat del xou (350.000 dòlars per temporada).

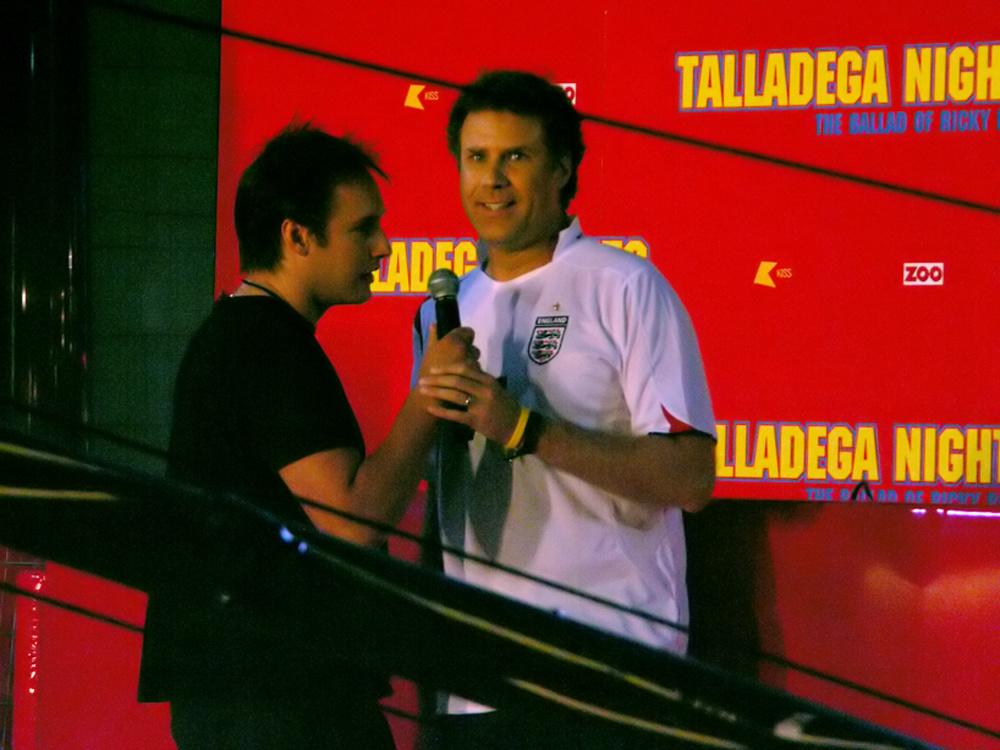
En el moment de l'estrena del film Passat de voltes (Talladega Nights: The Ballad of Ricky Bobby) al Regne Unit (setembre de 2006).

## Filmografia

### Cinema
| - Austin Powers (Austin Powers: International Man of Mystery) (1997) - A Night at the Roxbury (1998) - The Thin Pink Line (1998) - Superstar (1999) - Dick (1999) - Austin Powers: L'espia que em va empaitar (Austin Powers: The Spy Who Shagged Me) (1999) - Els suburbans (The Suburbans) (1999) - The Ladies Man (2000) - Tothom la volia morta (Drowning Mona) (2000) - Zoolander (2001) - Jay and Silent Bob Strike Back (2001) - Boat Trip (2002) - Old School (2003) - Elf (2003) - Melinda i Melinda (Melinda and Melinda) (2004) - El reporter (Anchorman: The Legend of Ron Burgundy) (2004) - Wake Up, Ron Burgundy: The Lost Movie (2004) - Starsky i Hutch (Starsky & Hutch) (2004) - Oh, What a Lovely Tea Party (2004) - De boda en boda (Wedding Crashers) (2005) - Els productors (The Producers) (2005) - Winter Passing (2005) - Embruixada (Bewitched) (2005) - Kicking & Screaming (2005) - Un penques de confiança (The Wendell Baker Story) (2005) | - Stranger Than Fiction (2006) - Passat de voltes (Talladega Nights: The Ballad of Ricky Bobby) (2006) - Curious George (2006) - Blades of Glory (2007) - Semi-Pro (2008) - Germans per pebrots (Step Brothers) (2008) - Land of the Lost (2009) - You're Welcome America (2009) - The Goods: Live Hard, Sell Hard (2009) - The Other Guys (2010) - Megamind (2010) - Everything Must Go (2010) - Casa de Mi Padre (2012) - Tim and Eric's Billion Dollar Movie (2012) - En campanya tot s'hi val (The Campaign) (2012) - The Internship (2013) - Anchorman 2: The Legend Continues (2013) - La Lego pel·lícula (The Lego Movie) (2014) - Get Hard (2015) - Daddy's Home (2015) - Zoolander 2 (2016) - La casa (2017) - Daddy's Home 2 (2017) - Holmes & Watson (2018) - La Lego pel·lícula 2 (The Lego Movie 2: The Second Part) (2019) - Downhill - Eurovision Song Contest: The Story of Fire Saga |